# Boston Pizza Rollerblade
El Boston Pizza Rollerblade fou un club d'hoquei sobre patins en línia de Barcelona, fundat l'any 1994. Considerat com un dels equips pioners d'aquest esport a Catalunya, fou membre fundador de la primera Lliga catalana l'any 1995, que guanyà. També participà al primer Campionat d'Espanya d'hoquei en línia, essent el primer campió. Poc després, l'entitat desaparegué.

## Palmarès
- 1 Lliga catalana d'hoquei sobre patins en línia masculina : 1994-95
- 1 Campionat d'Espanya d'hoquei sobre patins en línia masculí: 1994-95